# Christophe Collignon
Christophe Collignon (Borgworm, 21 juli 1969) is een Belgisch politicus voor de PS.

## Levensloop
Hij is de zoon van Robert Collignon, die onder andere Waals minister-president en burgemeester van Amay was. Christophe Collignon studeerde aan de Universiteit van Luik en behaalde er in 1992 het diploma van licentiaat in rechten. Hij werd beroepshalve advocaat aan de balie van Hoei en kwam aan het hoofd te staan van de advocatenpraktijk van zijn familie.
Tijdens zijn studies was hij voorzitter van de socialistische studentenafdeling van de Universiteit Luik. Ook werd hij de voorzitter van de jongerenafdeling van de PS in Amay en was hij van 1995 tot 2004 voor de partij lid van de raad van bestuur van de openbare vervoersmaatschappij SRWT. De politieke carrière van Collignon begon toen hij in 2000 provincieraadslid van Luik werd. In 2004 verliet hij de provincieraad van Luik en werd hij in opvolging van zijn vader lid van het Waals Parlement en van het Parlement van de Franse Gemeenschap, twee functies die hij uitoefende tot in 2020. In het Waals Parlement ging zich als Waalse regionalist vooral interesseren in institutionele dossiers en met vijf andere parlementsleden van zijn partij diende hij in 2006 een voorstel tot decreet in om een Waalse grondwet op te stellen, hetgeen echter niet in overweging werd genomen. In 2007-2008 was hij een actief lid van de werkgroep Wallonie-Bruxelles, waarbij vertegenwoordigers van de belangrijkste Franstalige politieke partijen de krijtlijnen van een toekomstig project voor de Franstaligen in Wallonië en Brussel uitwerkten, en in 2008 was hij in het Waals Parlement lid van een reflectiegroep over institutionele hervormingen. Voorts was hij in 2011 lid van de interparlementaire commissie Wallonie-Bruxelles en in 2013-2014 ondervoorzitter van de bijzondere commissie belast met de implementatie van de zesde staatshervorming. 
Van 2007 tot 2010 was Collignon eveneens gemeenschapssenator in de Senaat. In het Waals Parlement was hij van 2009 tot 2014 voorzitter van de commissie Binnenlandse Aangelegenheden en Toerisme, van juli tot september 2014 secretaris en van september tot november 2014 ondervoorzitter. Toen volgde hij Philippe Courard op als PS-fractieleider in het Waals Parlement, wat hij bleef tot in september 2017. Nadien was Collignon van september 2017 tot mei 2019 opnieuw ondervoorzitter van het Waals Parlement. 
Van 2014 tot 2017 was hij er eveneens lid van de commissies Algemene Zaken en Internationale Relaties en Lokale Besturen, Huisvesting en Energie en van 2017 tot 2019 van de commissie Lokale Besturen, Huisvesting en Sportinfrastructuren. In de legislatuur 2014-2019 diende Collignon verschillende voorstellen tot decreet in ter verdediging van de Waalse belangen, zoals voor de organisatie van een internationaal technologiesalon in 2015 en het voorstel tot resolutie voor de heropening van de Thalys-verbinding op het Waalse grondgebied in 2016. In 2015 publiceerde hij samen met zijn partijgenoten Pierre-Yves Dermagne en Nicolas Martin een opmerkelijke vrijbrief waarin ze ijverden voor een versterking van het Waals Gewest en de regionalisatie van cultuur en onderwijs van de Franse Gemeenschap naar het Waals Gewest. Voorts kwam hij tussen in de debatten over de toekomst van de Waalse wapenindustrie, de verbetering van de verbindingen van de TEC, de beperking van de salarissen van managers in de publieke sector tot die van een Waals Parlementslid, de  opheffing van het kijk- en luistergeld en het CETA-handelsverdrag. Daarnaast boog zich in 2017 over de financiële schandalen bij de intercommunale Publifin. 
Christophe Collignon werd ook actief in de lokale politiek. In 2006 was hij kandidaat om zijn vader op te volgen als burgemeester in Amay, maar zijn partij werd na 85 jaar onafgebroken te hebben bestuurd door Ecolo-lijsttrekker Jean-Michel Javaux naar de oppositie verwezen. Vervolgens was Collignon er gemeenteraadslid tot in 2010. Hij verhuisde daarna naar Hoei, waar hij in juli 2010 OCMW-raadslid werd. Ook vervoegde hij in augustus dat jaar als OCMW-voorzitter het schepencollege van de stad, wat hij bleef tot in 2012. Na de verkiezingen van 2012 werd hij gemeenteraadslid van Hoei. Vervolgens was hij van 2012 tot 2016 eerste schepen, bevoegd voor onderwijs, kleine kinderen, sport, evenementen, huisvesting, patrimonium, personeel, tewerkstelling, sociale economie en sociale cohesie. Sinds januari 2016 is Collignon burgemeester van de stad.
Na de Waalse verkiezingen een maand eerder werd hij in juni 2019 verkozen tot voorzitter van het Waals Parlement. Hij bleef dit tot aan de installatie van de nieuwe Waalse Regering in september 2019. Vervolgens was Collignon van 2019 tot 2020 in het Waals Parlement lid van de commissies Economie, Landbouw en Ruimtelijke Ordening en Lokale Besturen en Huisvesting. In dezelfde periode was hij in het Parlement van de Franse Gemeenschap voorzitter van de commissie Begroting, Openbaar Ambt, Gelijke Kansen en Schoolgebouwen.
Op 2 oktober 2020 werd hij minister van Lokale Besturen en Wonen in de Waalse Regering, als opvolger van Pierre-Yves Dermagne, die de overstap maakte naar de federale regering. Als Waals minister nam hij verschillende maatregelen om de noodlijdende financiering van de lokale besturen te versterken, met name de invoering van een Plan Oxygène, waarbij leningen werden verleend aan gemeenten om in de pensioenkosten van hun lokale ambtenaren te kunnen voorzien. Ook werden voor meer dan 300 miljoen euro aan subsidies uitgetrokken voor de ontwikkeling van allerlei grote projecten in de negen grootste steden van het gewest. Op het vlak van huisvesting werd beslist om het energieprestatiecertificaat te gebruiken als instrument om de indexatie van de huurprijzen te bepalen en werden leningen uitgetrokken om de bouw van extra sociale woningen te stimuleren. Ook liet hij een ontwerpdecreet goedkeuren ter oprichting van 770 openbare huisvestingsmaatschappijen voor de bouw van studentenkoten.  
Collignon bleef Waals minister tot en met 15 juli 2024 en nam toen zijn mandaten in het Waals Parlement en het Parlement van de Franse Gemeenschap opnieuw op, waarvoor hij bij de verkiezingen van juni 2024 opnieuw was verkozen.

## Eretekens
- In 2010 werd hij ridder in de Leopoldsorde.